# Catonephele eupalemon
Catonephele eupalemon är en fjärilsart som beskrevs av Pieter Cramer 1779. Catonephele eupalemon ingår i släktet Catonephele och familjen praktfjärilar. Inga underarter finns listade i Catalogue of Life.